# Anolis longiceps
Anolis longiceps – gatunek jaszczurki z rodziny Anolidae. Zamieszkuje niewielką amerykańską wyspę Navassa na Morzu Karaibskim.

## Systematyka
A. longiceps zalicza się do rodzaju Anolis, klasyfikowanego obecnie w monotypowej rodzinie Anolidae. W przeszłości rodzaj ten zaliczany był do licznej w gatunki rodziny legwanowatych (Iguanidae).

## Rozmieszczenie geograficzne
Jaszczurki te zamieszkują wyspę Navassa należącą do Stanów Zjednoczonych Ameryki, niezamieszkaną od czasów II wojny światowej (nie licząc nielegalnych przybyszów z Haiti) i wznoszącą się nad poziom morza na wysokość 77 m. Stanowi na niej endemit, zamieszkując terytorium o powierzchni 5 km². Zajmują różnorodne zbiorowiska roślinne. Wymienia się tutaj tereny porosłe kaktusami, figowcami, drzewami i tereny sawannowe. Nie potrafią się przystosować tylko do siedlisk całkowicie ogołoconych z roślinności. Dzięki drzewom osiągają umiarkowaną gęstość populacji, chociaż mogą żerować na terenach otwartych.

## Zagrożenia i ochrona
W Czerwonej księdze gatunków zagrożonych IUCN Anolis longiceps jest klasyfikowany jako gatunek najmniejszej troski (LC, ang. Least Concern).
Zwierzę to jest pospolite, a trend liczebności jego populacji oceniany jest jako stabilny.
IUCN nie wymienia żadnych istotnych zagrożeń dla gatunku. Navassa należy do amerykańskiej sieci rezerwatów National Wildlife Refuge.